# 유스도
유스도 또는 유대인 이름이 유다인 예루살렘의 유스투스 1세 주교는 2세기 유대 기독교 지도자였으며 대부분의 기독교 전통에 따르면 예루살렘의 세 번째 주교였으며 주교직은 서기 107-113년경에 맡았다. 그는 107/108년 또는 115-117년에 십자가에 못 박혀 죽은 클로파스의 아들 시므온을 계승했다. 그는 예수의 형제인 야고보의 아들로 추정되며 신약의 "야고보의 유다" 또는 "사도 유다"로 식별되기도 한다. 그의 후계자 자케아 1세는 아람어 자카(Zakka)의 의미이기 때문에 "의인"이라고도 불린다. 성인으로 간주되며 축일은 11월 24일이다.

## 약력
유스도에 대해서는 알려진 바가 거의 없다. 그는 가이사랴의 유세비우스를 시작으로 의인 야고보와 글로바의 시므온에 이어 예루살렘의 모든 주교 목록에서 세 번째 위치에 나타난다. 그는 도시의 나사렛 공동체의 지도자이거나 적어도 66-74년의 유대인 반란과 그 격변 이후 로마의 대규모 탄압에서 살아남은 사람들 중 하나일 것으로 추정된다. 가이사랴의 유세비우스는 자신이 할례를 받았고, 나사렛 운동은 자신을 유대인 운동으로 간주한다고 명시한다. 그러나 1세기의 마지막 4분의 1 동안 나사렛 사람들과 유대인 공동체 사이의 균열이 커졌다.
대부분의 출처에서 유스도("의인"의 라틴어 형식)라고 불린다. 유스도(의인)는 예수의 가족 구성원들 사이에서 매우 자주 발견되며, 스데파노에 의해서는 예수를 의인이라고 불렀다.